# Contea di Henry (Ohio)
La contea di Henry (in inglese Henry County) è una contea dello Stato dell'Ohio, negli Stati Uniti. La popolazione al censimento del 2000 era di 29 210 abitanti. Il capoluogo di contea è Napoleon.